# 奥伯塔尔 (伯尔尼州)
奥伯塔尔（德語：Oberthal）是瑞士联邦伯尔尼州伯尔尼高地区的市镇。该市镇面积为10.54平方千米，海拔高度822米，2018年12月31日人口数为727。